# 大连汽船

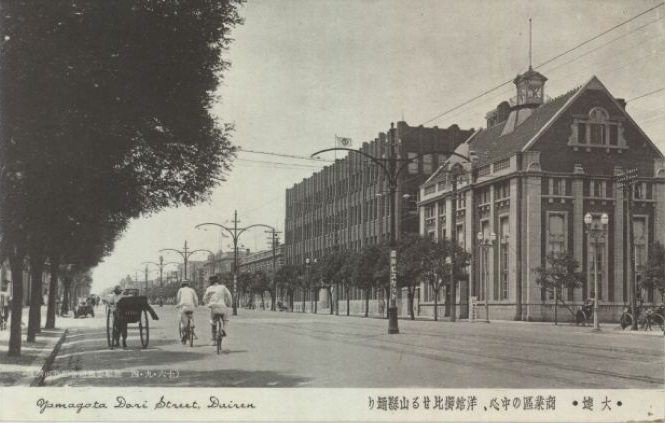
大连汽船株式会社总部大楼

大连汽船株式会社（日语：〔〕）简称“大汽”，是南满洲铁道株式会社于1915年在大连开设的一家航运公司，经营中国沿海各港口及日本各港口之间的航运线路。1945年后解散。大连汽船株式会社总部旧址位于今大连市中山区人民路72号和74号，其中人民路74号为公司最初的办公楼，人民路72号为1932年所建。人民路72号现为大连市国土资源局与房产局办公楼，74号曾为辽宁省外贸医院门诊部，现为一家医院。2004年，大连汽船株式会社旧址成为大连市第二批重点保护建筑。